# Стилакам (Вашингтон)
Стилакам (енгл. Steilacoom) град је у америчкој савезној држави Вашингтон. По попису становништва из 2010. у њему је живело 5.985 становника.

## Демографија
Према попису становништва из 2010. у граду је живело 5.985 становника, што је 64 (1,1%) становника мање него 2000. године.
| Група             | 2000.         | 2010.         |
| Белци             | 4.580 (75,7%) | 4.390 (73,4%) |
| Афроамериканци    | 405 (6,7%)    | 280 (4,7%)    |
| Азијати           | 355 (5,9%)    | 436 (7,3%)    |
| Хиспаноамериканци | 327 (5,4%)    | 402 (6,7%)    |
| Укупно            | 6.049         | 5.985         |